# 미스터트롯3

## 방송 일정
| 방송국 | 방송 기간                          | 방송 시간                             | 비고   |
| ------ | ---------------------------------- | ------------------------------------- | ------ |
| TV조선 | 2024년 12월 19일 ~ 2025년 3월 13일 | 매주 목요일 밤 10시 ~ 금요일 새벽 1시 | 본방송 |

## 진행자
- 김성주

## 심사위원

### 선배 마스터
- 장민호
- 영탁
- 이찬원
- 정동원
- 김희재
- 안성훈
- 박지현
- 나상도
- 진욱
- 박성온

### 국민 마스터
- 장윤정
- 붐
- 소이현
- 시우민 (EXO)
- 이경규
- 김연자
- 진성
- 주영훈
- 이은지

### 본선 1차전 (팀미션) 합류
- 이미주
- 현영
- 한승연

### 1:1 데스매치 합류
- 박선주

### 결승전 합류
- 타카하시 요코

## 참가자
| 부문     | 이름           | 나이 | 1R        | 2R        | 3R        | 4R        | 5R   | 6R               | 7R       | 비고                                                               |
| -------- | -------------- | ---- | --------- | --------- | --------- | --------- | ---- | ---------------- | -------- | ------------------------------------------------------------------ |
| 대학부   | 강성규         | 25   | 추가 합격 | 합격      | 탈락      |           |      |                  |          |                                                                    |
| 대학부   | 나현진(여자)   | 26   | 합격      | 합격      | 탈락      |           |      |                  |          |                                                                    |
| 대학부   | 남승민(여자)   | 23   | 추가 합격 | 합격      | 합격      | 추가 합격 | 합격 | 합격             | 최종 6위 | 미스터트롯1 참가자, 불타는 트롯맨 9위                              |
| 대학부   | 싸울아비       | ?    | 탈락      |           |           |           |      |                  |          | 나성우(23)와 송도윤(21)으로 구성된 듀오, 브리튼즈 갓 탤런트 준우승 |
| 대학부   | 오금용         | 30   | 탈락      |           |           |           |      |                  |          |                                                                    |
| 대학부   | 원정인         | 20   | 합격      | 합격      | 합격      | 탈락      |      |                  |          |                                                                    |
| 대학부   | 윤동진         | 20   | 합격      | 합격      | 탈락      |           |      |                  |          | 노래가 좋아 참가자, 전국노래자랑 최우수상                          |
| 대학부   | 이수호         | 25   | 합격      | 합격      | 합격      | 탈락      |      |                  |          | 불타는 트롯맨 13위                                                 |
| 대학부   | 이지우         | 22   | 탈락      |           |           |           |      |                  |          |                                                                    |
| 대학부   | 최재명         | 25   | 합격 (美) | 합격 (眞) | 추가 합격 | 추가 합격 | 합격 | 합격             | 최종 5위 |                                                                    |
| 한류부   | 강민수         | 33   | 추가 합격 | 합격      | 추가 합격 | 탈락      |      |                  |          | 불타는 트롯맨 참가자                                               |
| 한류부   | 김유진         | 32   | 탈락      |           |           |           |      |                  |          |                                                                    |
| 한류부   | 남궁진         | 37   | 추가 합격 | 합격      | 합격      | 추가 합격 | 합격 | 탈락 (최종 10위) |          |                                                                    |
| 한류부   | 마재경         | 28   | 탈락      |           |           |           |      |                  |          |                                                                    |
| 한류부   | 이승훈         | 35   | 탈락      |           |           |           |      |                  |          |                                                                    |
| 한류부   | 정세민         | 28   | 탈락      |           |           |           |      |                  |          |                                                                    |
| 한류부   | 초이           | 32   | 탈락      |           |           |           |      |                  |          | 미스터트롯1 참가자                                                 |
| 한류부   | 홍성호         | 34   | 추가 합격 | 합격      | 추가 합격 | 추가 합격 | 탈락 |                  |          | 불타는 트롯맨 참가자, 오빠시대 참가자                              |
| 타장르부 | 강천일         | 38   | 탈락      |           |           |           |      |                  |          |                                                                    |
| 타장르부 | 견우           | 42   | 추가 합격 | 합격      | 탈락      |           |      |                  |          |                                                                    |
| 타장르부 | 권서경         | 37   | 탈락      |           |           |           |      |                  |          |                                                                    |
| 타장르부 | 김윤오         | 33   | 탈락      |           |           |           |      |                  |          |                                                                    |
| 타장르부 | 김현수(여자)   | 38   | 추가 합격 | 합격      | 합격      | 탈락      |      |                  |          | 팬텀싱어 참가자, 포르테 디 콰트로 소속                             |
| 타장르부 | 은하늘(이지훈) | 46   | 합격      | 합격      | 합격 (美) | 추가 합격 | 탈락 |                  |          |                                                                    |
| 타장르부 | 장영국         | 38   | 탈락      |           |           |           |      |                  |          |                                                                    |
| 타장르부 | 천록담         | 44   | 추가 합격 | 합격      | 합격 (眞) | 합격      | 합격 | 합격             | 최종 美  |                                                                    |
| 타장르부 | 최인섭         | 32   | 탈락      |           |           |           |      |                  |          |                                                                    |
| 타장르부 | 크리스 영      | 33   | 합격      | 합격      | 합격      | 탈락      |      |                  |          |                                                                    |
| 타장르부 | 트로페라       | ?    | 합격      | 합격      | 탈락      |           |      |                  |          |                                                                    |
| 현역부 A | 강훈           | 33   | 추가 합격 | 합격      | 합격      | 합격      | 탈락 |                  |          | 불타는 트롯맨 참가자                                               |
| 현역부 A | 김용빈         | 33   | 합격      | 합격      | 합격      | 추가 합격 | 합격 | 합격             | 최종 眞  | 트롯 전국체전 5위                                                  |
| 현역부 A | 김지훈         | 38   | 합격      | 탈락      |           |           |      |                  |          |                                                                    |
| 현역부 A | 두각           | 32   | 추가 합격 | 합격      | 탈락      |           |      |                  |          |                                                                    |
| 현역부 A | 무룡           | 34   | 합격      | 추가 합격 | 탈락      |           |      |                  |          | 트로트의 민족, 불타는 트롯맨 참가자                                |
| 현역부 A | 오강혁         | 37   | 합격      | 탈락      |           |           |      |                  |          | 불타는 트롯맨 참가자                                               |
| 현역부 A | 옥샘           | 34   | 합격      | 추가 합격 | 탈락      |           |      |                  |          |                                                                    |
| 현역부 A | 춘길           | 45   | 합격      | 합격 (善) | 추가 합격 | 추가 합격 | 합격 | 합격             | 최종 4위 | 불타는 장미단 참가자                                               |
| 현역부 A | 태남           | 36   | 탈락      |           |           |           |      |                  |          |                                                                    |
| 현역부 A | 황준           | 37   | 탈락      |           |           |           |      |                  |          | 불타는 트롯맨 참가자                                               |
| 현역부 X | 고정우         | 27   | 합격      | 추가 합격 | 합격      | 탈락      |      |                  |          | 미스터트롯2 참가자                                                 |
| 현역부 X | 박광현         | 48   | 추가 합격 | 추가 합격 | 합격      | 탈락      |      |                  |          | 보이스트롯 참가자                                                  |
| 현역부 X | 손빈           | 60   | 합격      | 탈락      |           |           |      |                  |          |                                                                    |
| 현역부 X | 손빈아         | 33   | 합격 (眞) | 합격 (美) | 합격 (善) | 추가 합격 | 합격 | 합격             | 최종 善  | 미스터트롯1, 미스터트롯2 참가자, 트롯신이 떴다2 4위                |
| 현역부 X | 신인선         | 34   | 탈락      |           |           |           |      |                  |          | 미스터트롯1 9위                                                    |
| 현역부 X | 임찬           | 32   | 합격      | 합격      | 추가 합격 | 합격      | 탈락 |                  |          | 미스터트롯1, 미스터트롯2 참가자                                    |
| 현역부 X | 최윤하(여자)   | 30   | 합격      | 탈락      |           |           |      |                  |          | 미스터트롯1, 불타는 트롯맨 12위                                    |
| 현역부 X | 추혁진         | 33   | 합격      | 합격      | 합격      | 추가 합격 | 합격 | 합격             | 최종 7위 | 미스터트롯1, 미스터트롯2 9위                                       |
| 직장부 A | 고영태         | 35   | 합격      | 탈락      |           |           |      |                  |          |                                                                    |
| 직장부 A | 권웅           | 30   | 탈락      |           |           |           |      |                  |          |                                                                    |
| 직장부 A | 김민욱         | 33   | 추가 합격 | 탈락      |           |           |      |                  |          |                                                                    |
| 직장부 A | 박상보         | 37   | 탈락      |           |           |           |      |                  |          |                                                                    |
| 직장부 A | 박지후         | 39   | 합격 (善) | 추가 합격 | 추가 합격 | 추가 합격 | 합격 | 탈락 (최종 9위)  |          | 오빠시대 참가자                                                    |
| 직장부 A | 박형근         | 34   | 합격      | 탈락      |           |           |      |                  |          |                                                                    |
| 직장부 A | 십오야         | ?    | 탈락      |           |           |           |      |                  |          |                                                                    |
| 직장부 A | 이종서         | 29   | 탈락      |           |           |           |      |                  |          |                                                                    |
| 직장부 A | 이호준         | 29   | 합격      | 탈락      |           |           |      |                  |          |                                                                    |
| 직장부 A | 임정길         | 37   | 탈락      |           |           |           |      |                  |          |                                                                    |
| 직장부 A | 한이재         | 31   | 합격      | 탈락      |           |           |      |                  |          | 미스터트롯1, 미스터트롯2 참가자                                    |
| 직장부 B | 김동구         | 27   | 탈락      |           |           |           |      |                  |          |                                                                    |
| 직장부 B | 김영진(여자)   | 45   | 탈락      |           |           |           |      |                  |          |                                                                    |
| 직장부 B | 김태희         | 33   | 탈락      |           |           |           |      |                  |          |                                                                    |
| 직장부 B | 농수로         | 39   | 탈락      |           |           |           |      |                  |          |                                                                    |
| 직장부 B | 류하늘         | 34   | 탈락      |           |           |           |      |                  |          |                                                                    |
| 직장부 B | 박상호         | 34   | 탈락      |           |           |           |      |                  |          |                                                                    |
| 직장부 B | 이건주         | 44   | 탈락      |           |           |           |      |                  |          | 보이스트롯 참가자                                                  |
| 직장부 B | 이준호         | 31   | 탈락      |           |           |           |      |                  |          |                                                                    |
| 직장부 B | 장우림         | 29   | 탈락      |           |           |           |      |                  |          |                                                                    |
| 직장부 B | 전기수         | 40   | 탈락      |           |           |           |      |                  |          |                                                                    |
| 직장부 B | 황마로         | 36   | 추가 합격 | 탈락      |           |           |      |                  |          |                                                                    |
| 유소년부 | 고은준         | 11   | 합격      | 탈락      |           |           |      |                  |          |                                                                    |
| 유소년부 | 김지후         | 15   | 합격      | 탈락      |           |           |      |                  |          |                                                                    |
| 유소년부 | 박정민(여자)   | 9    | 추가 합격 | 탈락      |           |           |      |                  |          |                                                                    |
| 유소년부 | 박정서         | 15   | 합격      | 탈락      |           |           |      |                  |          | 불타는 트롯맨 참가자                                               |
| 유소년부 | 백승민(여자)   | 19   | 추가 합격 | 탈락      |           |           |      |                  |          |                                                                    |
| 유소년부 | 유지우(여자)   | 8    | 합격      | 추가 합격 | 합격      | 합격      | 합격 | 탈락 (최종 8위)  |          |                                                                    |
| 유소년부 | 이승율         | 11   | 합격      | 탈락      |           |           |      |                  |          | 불타는 장미단 신동 가요제 참가자                                   |
| 유소년부 | 천상현(여자)   | 17   | 합격      | 탈락      |           |           |      |                  |          |                                                                    |
| OB부     | 김민진         | 47   | 탈락      |           |           |           |      |                  |          |                                                                    |
| OB부     | 김지민(여자)   | 60   | 합격      | 탈락      |           |           |      |                  |          |                                                                    |
| OB부     | 김칠두         | 70   | 탈락      |           |           |           |      |                  |          |                                                                    |
| OB부     | 박경덕         | 46   | 추가 합격 | 추가 합격 | 탈락      |           |      |                  |          |                                                                    |
| OB부     | 박승현         | 47   | 합격      | 탈락      |           |           |      |                  |          | 박성온의 친삼촌                                                    |
| OB부     | 박태관         | 63   | 탈락      |           |           |           |      |                  |          |                                                                    |
| OB부     | 이생노         | 74   | 탈락      |           |           |           |      |                  |          |                                                                    |
| OB부     | 최진국         | 62   | 추가 합격 | 탈락      |           |           |      |                  |          |                                                                    |
| 천만부   | 김홍남         | 53   | 합격      | 합격      | 탈락      |           |      |                  |          | 코미디언 김경욱의 부캐                                             |
| 천만부   | 노성율         | 37   | 탈락      |           |           |           |      |                  |          |                                                                    |
| 천만부   | 니후           | 30   | 탈락      |           |           |           |      |                  |          |                                                                    |
| 천만부   | 도티           | 39   | 탈락      |           |           |           |      |                  |          |                                                                    |
| 천만부   | 마선호         | 42   | 탈락      |           |           |           |      |                  |          |                                                                    |
| 천만부   | 정선호         | 36   | 탈락      |           |           |           |      |                  |          |                                                                    |
| 천만부   | 펑키로컬스     | 미상 | 추가 합격 | 합격      | 합격      | 탈락      |      |                  |          |                                                                    |
| 천만부   | MC섭이         | 32   | 탈락      |           |           |           |      |                  |          |                                                                    |
| 얼천부   | 문태준         | 33   | 추가 합격 | 합격      | 추가 합격 | 탈락      |      |                  |          |                                                                    |
| 얼천부   | 심수호         | 32   | 추가 합격 | 합격      | 합격      | 탈락      |      |                  |          |                                                                    |
| 얼천부   | 이정민         | 22   | 탈락      |           |           |           |      |                  |          |                                                                    |
| 얼천부   | 이후림         | 33   | 탈락      |           |           |           |      |                  |          | 불타는 트롯맨 참가자                                               |
| 얼천부   | 일민           | 33   | 탈락      |           |           |           |      |                  |          |                                                                    |
| 얼천부   | 장태현         | 27   | 탈락      |           |           |           |      |                  |          |                                                                    |
| 얼천부   | 지수현         | 35   | 탈락      |           |           |           |      |                  |          |                                                                    |
| 얼천부   | 지정홍         | 32   | 탈락      |           |           |           |      |                  |          |                                                                    |

## 에피소드 목록

### 본선 1차전
- 국악 트롯 / OB부 vs 대학부
  - OB부(박경덕 추가 합격, 김지민 · 박승현 · 최진국 탈락): 심봤다 심봤어 - 3표 (국민 0표, 마스터 3표) 敗
  - 대학부(강성규 · 나현진 · 남승민 · 원정인 · 윤동진 · 이수호 · 최재명 전원 합격): 창귀(원곡:안예은) - 14표 (국민 3표, 마스터 11표) 勝

- 정통 트롯 / 현역부 1조 vs 유소년부 2조
  - 현역부 4조(강훈 · 두각 · 임찬 전원 합격): 차표 한 장 - 15표 (국민 3표, 마스터 12표) 勝
  - 유소년부 2조(유지우 추가 합격, 고은준 · 박정민 · 이승율 탈락): 꽃보다 아름다운 너 - 2표 (국민 0표, 마스터 2표) 敗

- 댄스 트롯 / 현역부 1조 vs 한류부
  - 현역부 1조(박광현 · 옥샘 추가 추가 합격, 손빈 ·최윤하 탈락): 대찬 인생 - 7표 (국민 0표, 마스터 7표) 敗
  - 한류부(강민수 · 남궁진 · 홍성호 전원 합격): 남자는 말이 없다 - 10표 (국민 3표, 마스터 7표) 勝

- 락 트롯 / 유소년부 1조 vs 타장르부
  - 유소년부 1조(김지후 · 박정서 · 백승민 · 천상현 전원 탈락): 이차선 다리 - 1표 (국민 0표, 마스터 1표) 敗
  - 타장르부(견우 · 김현수 · 이지훈 · 천록담 · 크리스영 · 트로페라 전원 합격): 나는 너 좋아 - 16표 (국민 3표, 마스터 13표) 勝

- 7080 트롯 / 현역부 1조 vs 얼만부[4]
  - 직장부(박지후 추가 합격, 고영태 · 김민욱 · 박형근 ·이호준 · 한이재 · 황마로 탈락): 스진(원곡:김승진) - 5표 (국민 0표, 마스터 5표) 敗
  - 얼만부(김홍남 · 문태준 · 심수호 · 펑키로컬스 전원 합격): 경아(원곡:박혜성) - 12표 (국민 3표, 마스터 9표) 勝

- 번안 트롯 / 현역부 3조 vs 현역부 2조[5]
  - 현역부 3조(고정우 · 무룡 추가 합격, 김지훈 · 오강혁 탈락): 슬픈 인연(원곡:나미) - 3표 (국민 0표, 마스터 3표) 敗
  - 현역부 2조(김용빈 · 손빈아 · 추혁진 · 춘길 전원 합격): 꿈속의 사랑(원곡:현인) - 14표 (국민 3표, 마스터 11표) 勝

○ 합격 및 생존 34명, ● 탈락 20명

### 본선 2차전
1차전
- 남승민: 울긴 왜 울어 (9표) 勝 ○
- 옥샘: 바보같지만 (6표) 敗 ●

2차전
- 김용빈: 이별 (14표) 勝 ○
- 박지후: 훨훨훨 (1표) 敗 ●→○

3차전
- 유지우: 인생찬가(원곡:임영웅) (9표) 勝 ○
- 박경덕: 사랑 밖엔 난 몰라(원곡:심수봉) (6표) 敗 ●

4차전
- 최재명: 사모(원곡:나훈아) (4표) 敗 ●→○
- 손빈아: 망모(원곡:나훈아) (11표) 勝 ○

5차전
- 추혁진: 하얀 밤에 (10표) 勝 ○
- 홍성호: 너 말이야 (5표) 敗 ●→○

6차전
- 두각: 날 버린 남자 (2표) 敗 ●
- 이수호: 여자의 일생 (13표) 勝 ○

7차전
- 견우: 타타타 (3표) 敗 ●
- 남궁진: 나는 당신이 좋다 (12표) 勝 ○

8차전
- 강성규: 빈잔 (0표) 敗 ●
- 크리스 영: 세상은 요지경 (15표) 勝 ○

9차전
- 춘길: 수은등 (7표) 敗 ●→○
- 이지훈(은하늘): 열애 (8표) 勝 ○

10차전
- 임찬: 잃어버린 정 (1표) 敗 ●→○
- 천록담: 님의 등불 (14표) 勝 ○

11차전
- 무룡: 응어리 (4표) 敗 ●
- 박광현: 왜 돌아보오 (11표) 勝 ○

12차전
- 고정우: 당신의 눈물 (8표) 勝 ○
- 강민수: 노래하며 춤추며 (7표) 敗 ●→○

13차전
- 김홍남: 우연히(원곡:우연이) (7표) 敗 ●
- 김현수: 한강(원곡:조용필) (8표) 勝 ○

14차전
- 강훈: 몰래한 사랑 (11표) 勝 ○
- 나현진: 돌팔매 (4표) 敗 ●

15차전
- 심수호: 아담과 이브처럼 (11표) 勝 ○
- 문태준: 사랑에 빠졌어 (4표) 敗 ●→○

16차전
- 트로페라: 대박이야 (7표) 敗 ●
- 펑키로컬스: 빠라빠빠 (8표) 勝 ○

17차전
- 원정인: 회룡포 (11표) 勝 ○
- 윤동진: 카사노바 (4표) 敗 ●

○ 합격 및 생존 24명, ● 탈락 10명

### 본선 3차전

#### 1라운드: 팀 메들리
용트림
- 팀장: 김용빈, 팀원: 강민수 · 박지후 · 원정인
- 선곡: 효도합시다, 미운 사내, 물레방아 도는데, 노란 샤쓰의 사나이, 홍시(원곡:나훈아)
- 마스터 점수: 1450점, 관객 점수: 820점, 총 점수: 2270점 (중간순위 5위)

쥬쥬핑
- 팀장: 천록담, 팀원: 강훈 · 유지우 · 임찬
- 선곡: 내 여자라니까, 사랑님, 누나가 딱이야, 18세 순이, 나를 외치다
- 마스터 점수: 1575점, 관객 점수: 910점, 총 점수: 2485점 (중간순위 3위)

뽕가요
- 팀장: 손빈아, 팀원: 남궁진 · 이수호 · 추혁진
- 선곡: 강원도 아리랑, 노랫가락 차차차, 미운 사랑, 우리집(원곡:2PM), 님과 함께, 자기야
- 마스터 점수: 1590점, 관객 점수: 908점, 총 점수: 2498점 (중간순위 1위)

트로뻥즈
- 팀장: 최재명, 팀원: 김현수 · 남승민 · 박광현
- 선곡: BOUNCE, 쓰리랑, 샹하이 로맨스, 어젯밤 이야기
- 마스터 점수: 1548점, 관객 점수: 940점, 총 점수: 2488점 (중간순위 2위)

이지훈남즈
- 팀장: 이지훈, 팀원: 문태준 · 심수호 · 크리스영
- 선곡: 인생의 회전목마, 인형(원곡:이지훈), 샤방샤방, 당신(원곡:김정수), 황홀한 고백
- 마스터 점수: 1492점, 관객 점수: 672점, 총 점수: 2164점 (중간순위 6위)

위대한 춘길단
- 팀장: 춘길, 팀원: 고정우 · 펑키로컬스 · 홍성호
- 선곡: 불나비, 아이라예, 사랑은 토요일 밤에, 앗! 뜨거
- 마스터 점수: 1489점, 관객 점수: 870점, 총 점수: 2359점 (중간순위 4위)

#### 2라운드: 대장전
김용빈(용트림)
- 선곡: 연인(원곡:한승기)
- 마스터 점수: 1542점, 관객 점수: 750점, 총 점수: 2292점

춘길(위대한 춘길단)
- 선곡: 그 강을 건너지 마오
- 마스터 점수: 1547점, 관객 점수: 804점, 총 점수: 2351점

천록담(쥬쥬핑)
- 선곡: 제3한강교
- 마스터 점수: 1591점, 관객 점수: 892점, 총 점수: 2483점

최재명(트로뻥즈)
- 선곡: 약손(원곡:전영랑)
- 마스터 점수: 1530점, 관객 점수: 758점, 총 점수: 2288점

손빈아(뽕가요)
- 선곡: 사랑아(원곡:더원)
- 마스터 점수: 1587점, 관객 점수: 822점, 총 점수: 2409점

이지훈(이지훈남즈)
- 선곡: 내 하나의 사람은 가고
- 마스터 점수: 1518점, 관객 점수: 676점, 총 점수: 2194점

#### 점수 합계
용트림
- 1라운드 점수: 2270점, 2라운드 점수: 2292점, 최종 점수: 4562점 (최종 순위 5위)

쥬쥬핑
- 1라운드 점수: 2485점, 2라운드 점수: 2483점, 최종 점수: 4968점 (최종 순위 1위)

뽕가요
- 1라운드 점수: 2498점, 2라운드 점수: 2409점, 최종 점수: 4907점 (최종 순위 2위)

트로뻥즈
- 1라운드 점수: 2488점, 2라운드 점수: 2288점, 최종 점수: 4776점 (최종 순위 3위)

이지훈남즈
- 1라운드 점수: 2164점, 2라운드 점수: 2194점, 최종 점수: 4358점 (최종 순위 6위)

위대한 춘길단
- 1라운드 점수: 2359점, 2라운드 점수: 2351점, 최종 점수: 4710점 (최종 순위 4위)

#### 팀 개별 결과
- 뽕가요 - 남궁진 · 손빈아 · 추혁진 ○ 이수호 ●
- 트로뻥즈 - 남승민 · 최재명 ○ 김현수 · 박광현 ●
- 위대한 춘길단 - 춘길 · 홍성호 ○ 고정우 · 펑키로컬스 ●
- 용트림 - 김용빈 · 박지후 ○ 강민수 · 원정인 ●
- 이지훈남즈 -  이지훈 ○ 문태준 · 심수호 · 크리스영 ●
- 쥬쥬핑 - 천록담 · 강훈 · 유지우 · 임찬 ○(전원 합격)

○ 합격 및 생존 14명, ● 탈락 10명

### 준결승전 1차전

#### 1라운드: 레전드 한 곡 대결
1차전
- 선곡: 오키도키야
- 유지우 (마스터 점수: 340점) 敗
- 홍성호 (마스터 점수: 310점) 勝

2차전
- 선곡: 사랑은 나비인가봐
- 임찬 (마스터 점수: 280점) 敗
- 춘길 (마스터 점수: 420점) 勝

3차전
- 선곡: 내 나이가 어때서
- 이지훈 (마스터 점수: 320점) 敗
- 천록담 (마스터 점수: 360점) 勝

4차전
- 선곡: 내가 바보야
- 손빈아 (마스터 점수: 450점) 勝
- 김용빈 (마스터 점수: 390점) 敗

5차전
- 선곡: 있을 때 잘해
- 최재명 (마스터 점수: 430점) 勝
- 박지후 (마스터 점수: 340점) 敗

6차전
- 선곡: 가지마(원곡:조항조)
- 추혁진 (마스터 점수: 400점) 勝
- 남승민 (마스터 점수: 380점) 敗

7차전
- 선곡: 만약에(원곡:조항조)
- 남궁진 (마스터 점수: 340점) 勝
- 강훈 (마스터 점수: 280점) 敗

#### 2라운드: 레전드 개인곡 미션
1차전
- 임찬: 인생이란 꿈이라오 (마스터 1176점 → 관객 158점, 총점 1334점)

2차전
- 최재명: 울 엄마 (마스터 1247점 → 관객 156점, 총점 1403점)

3차전
- 남승민: 후(원곡:조항조) (마스터 1211점 → 관객 155점, 총점 1366점)

4차전
- 유지우: 돌릴 수 없는 세월 (마스터 1221점 → 관객 154점, 총점 1375점)

5차전
- 춘길: 님 찾아가는 길 (마스터 1260점 → 관객 156점, 총점 1416점)

6차전
- 박지후: 사랑은 다시 않으리 (마스터 1262점 → 관객 165점, 총점 1427점)

7차전
- 손비나: 수선화(원곡:현철) (마스터 1286점 → 관객 160점, 총점 1446점)

8차전
- 김용빈: 앉으나 서나 당신 생각 (마스터 1278점 → 관객 168점, 총점 1446점)

9차전
- 천록담: 보고 싶은 여인 (마스터 1217점 → 관객 124점, 총점 1341점)

10차전
- 강훈: 남자라는 이유로 (마스터 1222점 → 관객 156점, 총점 1377점)

11차전
- 남궁진: 당신꽃 (마스터 1236점 → 관객 131점, 총점 1367점)

12차전
- 이지훈: 소금꽃 (마스터 1204점 → 관객 116점, 총점 1320점)

13차전
- 홍성호: 태클을 걸지마 (마스터 1185점 → 관객 159점, 총점 1344점)

14차전
- 추혁진: 블랙 커피 (마스터 1232점 → 관객 140점, 총점 1372점)

#### 개별 결과
합격자
- 1위 손빈아 - 1라운드 점수: 450점, 2라운드 점수: 1446점,  최종 점수: 1896점
- 2위 김용빈 - 1라운드 점수: 390점, 2라운드 점수: 1446점, 최종 점수: 1836점
- 2위 춘길 - 1라운드 점수: 420점, 2라운드 점수: 1416점, 최종 점수: 1836점
- 4위 최재명 - 1라운드 점수: 430점, 2라운드 점수: 1403점, 최종 점수: 1833점
- 5위 추혁진 - 1라운드 점수: 400점, 2라운드 점수: 1372점, 최종 점수: 1772점
- 6위 박지후 - 1라운드 점수: 340점, 2라운드 점수: 1427점, 최종 점수: 1767점
- 7위 남승민 - 1라운드 점수: 380점, 2라운드 점수: 1366점, 최종 점수: 1746점
- 8위 유지우 - 1라운드 점수: 340점, 2라운드 점수: 1375점, 최종 점수: 1715점
- 9위 남궁진 - 1라운드 점수: 340점, 2라운드 점수: 1367점, 최종 점수: 1707점
- 10위 천록담 - 1라운드 점수: 360점, 2라운드 점수: 1341점, 최종 점수: 1701점

탈락자
- 11위 강훈 - 1라운드 점수: 280점, 2라운드 점수: 1378점, 최종 점수: 1658점
- 12위 홍성호 - 1라운드 점수: 310점, 2라운드 점수: 1344점, 최종 점수: 1654점
- 13위 이지훈 - 1라운드 점수: 320점, 2라운드 점수: 1320점, 최종 점수: 1640점
- 14위 임찬 - 1라운드 점수: 280점, 2라운드 점수: 1334점, 최종 점수: 1614점

○ 합격 및 생존 10명, ● 탈락 4명

### 준결승전 2차전

#### 정통 트롯 대전
첫번째 주자
- 남승민: 물레야 (마스터 점수 1420점 → 관객 점수 255점, 최종 점수 1675점)

두번째 주자
- 천록담: 부초 같은 인생 (마스터 점수 1461점 → 관객 점수 259점, 최종 점수 1720점)

세번째 주자
- 유지우: 초혼(원곡:장윤정) (마스터 점수 1391점 → 관객 점수 244점, 최종 점수 1635점)

네번째 주자
- 김용빈: 타향살이 (마스터 점수 1461점 → 관객 점수 260점, 최종 점수 1721점)

다섯번째 주자
- 손빈아: 마지막 잎새 (마스터 점수 1489점 → 관객 점수 263점, 최종 점수 1752점)

여섯번째 주자
- 춘길: 타인(원곡:이미자) (마스터 점수 1442점 → 관객 점수 221점, 최종 점수 1663점)

일곱번째 주자
- 최재명: 너만을 사랑햇다 (마스터 점수 1456점 → 관객 점수 277점, 최종 점수 1733점)

여덟번째 주자
- 박지후: 동백아가씨 (마스터 점수 1412점 → 관객 점수 169점, 최종 점수 1581점)

아홉번째 주자
- 남궁진: 진정인가요 (마스터 점수 1395점 → 관객 점수 177점, 최종 점수 1572점)

열번째 주자
- 추혁진: 정거장(원곡:김수희) (마스터 점수 1443점 → 관객 점수 220점, 최종 점수 1663점)

#### 최종 개별 순위
결승 진출자
- 1위 손빈아, 2위 최재명, 3위 김용빈, 4위 천록담, 5위 남승민, 공동 6위 추혁진, 공동 6위 춘길

탈락자
- 8위 유지우, 9위 박지후, 10위 남궁진

○ 합격 및 생존 7명, ● 탈락 3명

### 결승전

#### 인생곡 미션
첫번째 주자
- 춘길: 못 잊을 사랑 (최고 100점, 최저 97점 = 마스터 총점 1489점, 3위)

두번째 주자
- 추혁진: 들꽃(원곡:주병선) (최고 99점, 최저 90점 = 마스터 총점 1455점, 7위)

세번째 주자
- 남승민: 기도합니다 (최고 100점, 최저 90점 = 마스터 총점 1462점, 4위)

네번째 주자
- 천록담: 공(원곡:나훈아) (최고 100점, 최저 94점 = 마스터 총점 1478점, 6위)

다섯번째 주자
- 김용빈: 감사(원곡:나훈아) (최고 100점, 최저 95점 = 마스터 총점 1490점, 공동 1위)

여섯번째 주자
- 최재명: 연리지 (최고 100점, 최저 95점 = 마스터 총점 1478점, 5위)

일곱번째 주자
- 손빈아: 연모(원곡:박우철) (최고 100점, 최저 100점 = 마스터 총점 1500점, 공동 1위)

#### 개별 결과
眞 김용빈
- 최종 점수 2990점 (대국민 응원 투표 점수 477.58점(2위), 응원 점수 300점(1위), 실시간 투표 점수 560.60점(득표수 197,025표 ; 3위))

善 손빈아
- 최종 점수 2727.96점 (대국민 응원 투표 점수 500점(1위), 응원 점수 118.29점(2위), 실시간 투표 점수 700점(득표수 246,016표 ; 1위))

美 천록담
- 최종 점수 2456.76점 (대국민 응원 투표 점수 465.01점(4위), 응원 점수 104.41점(4위), 실시간 투표 점수 671.55점(득표수 236,016표 ; 2위))

4위 춘길
- 최종 점수 2201.87점 (대국민 응원 투표 점수 380.17점(5위), 응원 점수 68.29점(5위), 실시간 투표 점수 521.01점(득표수 183,110표 ; 4위))

5위 최재명
- 최종 점수 2176.95점 (대국민 응원 투표 점수 331.74점(6위), 응원 점수 110.13점(3위), 실시간 투표 점수 387.48점(득표수 136,181표 ; 5위))

6위 남승민
- 최종 점수 2165.48점 (대국민 응원 투표 점수 465.1점(3위), 응원 점수 43.27점(6위), 실시간 투표 점수 189.77점(득표수 66,695표 ; 6위))

7위 추혁진
- 최종 점수 1967.59점 (대국민 응원 투표 점수 219.28(7위), 응원 점수 26.83점(7위), 실시간 투표 점수 88.5점(득표수 31,105표 ; 7위))

## 우승혜택
- 우승상금 3억원
- 기다림 침향 세트
- 벨런스핏 마사지기 5종세트
- AHC 기능성 화장품
- 나르지오 프리미엄 운동화
- 참좋은여행 유럽여행권
- 기아 카니발 하이리무진 (차량 가격:7490만원)

## 순위
| 순위        | 이름           | 예명                  | 소속사                                       | 소속그룹                     |
| ----------- | -------------- | --------------------- | -------------------------------------------- | ---------------------------- |
| 1위         | 김용빈         |                       | 오네스타, 前스타원, 前KT SNOW, 前BIN, 前노만 |                              |
| 2위         | 손용빈         | 손빈아                |                                              |                              |
| 3위         | 이정희         | 천록담, 이정, J.Lee   | P&B, 前미디어라인                            | 7Dayz                        |
| Top7(4위)   | 김종범         | 춘길, 모세            | 허니포트                                     |                              |
| Top7(5위)   | 최재명         |                       |                                              |                              |
| Top7(6위)   | 남승민         |                       | 쇼플레이                                     | 영텐2기                      |
| Top7(7위)   | 추혁진         | 前혁진                | 윙즈, 前모노뮤직코리아                       | 에이션, 다섯장               |
| Top10(8위)  | 유지우         |                       |                                              |                              |
| Top10(9위)  | 박지후         |                       |                                              |                              |
| Top10(10위) | 남궁진         | 前남궁문정            |                                              |                              |
| Top14(11위) | 강범수         | 강훈                  |                                              |                              |
| Top14(12위) | 홍성호         |                       | 골든구스                                     | 에이피스                     |
| Top14(13위) | 이지훈         |                       | 은총에벤에셀                                 | S                            |
| Top14(14위) | 임창빈         | 임찬                  | TSM                                          |                              |
| Top24(15위) | 이수호         |                       |                                              | 식스맨                       |
| Top24(16위) | 김현수         |                       | 아트앤아티스트, 前벨트라움                   | 포르테 디 콰트로, 前벨트라움 |
| Top24(16위) | 박광현         |                       | 前후너스                                     |                              |
| Top24(18위) | 고정우         |                       | 장군                                         | 뽕사활동                     |
| Top24(18위) | 박상규         |                       |                                              | 펑키로컬스                   |
| Top24(18위) | 임규태         |                       |                                              | 펑키로컬스                   |
| Top24(18위) | 김민호         |                       |                                              | 펑키로컬스                   |
| Top24(20위) | 강민수         |                       |                                              |                              |
| Top24(20위) | 원정인         |                       |                                              |                              |
| Top24(22위) | 문태준         |                       |                                              |                              |
| Top24(22위) | 심수호         |                       |                                              |                              |
| Top24(22위) | 박주영         | 크리스 영             | 쇼플레이                                     |                              |
| Top34(25위) | 김경욱         | 김홍남, 다나카 유키오 | 나몰라패밀리                                 | 나몰라패밀리                 |
| Top34(25위) | 박천재         |                       |                                              | 트로페라                     |
| Top34(25위) | 전용현         |                       |                                              | 트로페라                     |
| Top34(27위) | 박경덕         |                       |                                              |                              |
| Top34(27위) | 옥샘           |                       |                                              |                              |
| Top34(29위) | 나현진         |                       |                                              |                              |
| Top34(29위) | 정무룡         | 무룡                  | 더우리, 前SC                                 |                              |
| Top34(29위) | 윤동진         |                       |                                              |                              |
| Top34(32위) | 이지훈         | 견우                  | 레시피                                       | 前 M 시그널                  |
| Top34(33위) | 김보섭         | 두각                  | 밀라그로                                     |                              |
| Top34(34위) | 강성규         |                       |                                              |                              |
| Top54(35위) | 손빈           |                       |                                              |                              |
| Top54(35위) | 최윤하         |                       |                                              |                              |
| Top54(37위) | 고영태         |                       |                                              |                              |
| Top54(37위) | 김민욱         |                       |                                              |                              |
| Top54(37위) | 박형근         |                       |                                              |                              |
| Top54(37위) | 이호준         |                       |                                              |                              |
| Top54(37위) | 한이재         | 우한솔                |                                              |                              |
| Top54(37위) | 황마로         |                       |                                              |                              |
| Top54(43위) | 김지훈         |                       |                                              |                              |
| Top54(43위) | 오강혁         | 오송                  |                                              |                              |
| Top54(45위) | 김지민         |                       |                                              |                              |
| Top54(45위) | 박승현         |                       |                                              |                              |
| Top54(45위) | 최진국         |                       |                                              |                              |
| Top54(48위) | 고은준         |                       |                                              |                              |
| Top54(48위) | 박정민         |                       |                                              |                              |
| Top54(48위) | 이승율         |                       |                                              |                              |
| Top54(51위) | 김지후         |                       |                                              |                              |
| Top54(51위) | 박정서         |                       |                                              |                              |
| Top54(51위) | 백승민         |                       |                                              |                              |
| Top54(51위) | 천상현         |                       |                                              |                              |
| Top101      | 신인선         | 미스터싱싱            | 빅컬쳐                                       |                              |
| Top101      | 이걸, 前이일민 | 일민                  | ILMIN, 前드림스톤                            |                              |
| Top101      | 싸울아비       |                       |                                              |                              |
| Top101      | 김태빈         | 김태환                |                                              |                              |
| Top101      | 김칠두         |                       |                                              |                              |
| Top101      | 황준           |                       |                                              |                              |
| Top101      | 박상보         |                       |                                              |                              |
| Top101      | 이후림         |                       |                                              |                              |

## 대국민 투표 순위
| 주차  | 1위    | 2위    | 3위    | 4위    | 5위    | 6위    | 7위    | 비고 |
| ----- | ------ | ------ | ------ | ------ | ------ | ------ | ------ | ---- |
| 1주차 | 김용빈 | 남승민 | 박지후 | 추혁진 | 손빈아 | 최재명 | 춘길   |      |
| 2주차 | 김용빈 | 손빈아 | 박지후 | 추혁진 | 남승민 | 춘길   | 최재명 |      |
| 3주차 | 김용빈 | 손빈아 | 남승민 | 박지후 | 추혁진 | 춘길   | 최재명 |      |
| 4주차 | 김용빈 | 손빈아 | 춘길   | 남승민 | 최재명 | 추혁진 | 박지후 |      |
| 5주차 | 김용빈 | 손빈아 | 최재명 | 춘길   | 남승민 | 추혁진 | 박지후 |      |
| 6주차 | 김용빈 | 손빈아 | 최재명 | 춘길   | 천록담 | 남승민 | 추혁진 |      |
| 7주차 | 김용빈 | 손빈아 | 최재명 | 천록담 | 춘길   | 남승민 | 추혁진 |      |

## 편성 변동 및 결방 사유
- 2025년 1월 2일 : 제주항공 2216편 활주로 이탈 사고로 국가애도기간으로 신년 특집 영화 <형> 편성.

## 같이 보기
- 내일은 미스트롯
- 내일은 미스트롯2
- 내일은 미스트롯 (시즌 3)
- 미스터트롯
- 미스터트롯 (시즌 2)

## 여담
- 2024년 5월 23일, 보도자료를 통해 일찌감치 미스터트롯3의 론칭을 확정지었다.

- 재도전자의 비중이 극히 적었던 미스트롯3와 달리 재도전자들이 많으며, 미스터트롯1과 미스터트롯2에 모두 참가했던 삼수생들도 있다.[6] 불타는 트롯맨 출신 참가자들도 많다. 다만 비슷한 시기에 MBN에서 현역가왕2가 개최됨에 따라 일부 현역 남성 가수들은 현역가왕2로 분산되었다.

- 8월 31일까지 1차 모집을 시작했다. 또한, 기존 미스터트롯1과 미스터트롯2와 달리 나이 제한이 없으며, 마스터 역시 교체된다고 밝혔다.

- 비슷한 시기에 일본에서 미스터트롯 재팬을 개최한다. 미스터트롯3와 미스터트롯 재팬의 상위 입상자들은 한일 합작 예능 프로그램 출연, 한일 합동 공연 등이 예정되어 있었다.

- 상술한 바와 같이 마스터 교체에 대한 이야기도 있었는데, 미스&미스터트롯의 첫 시즌부터 함께해오던 김성주, 장윤정, 붐이 이번 시즌에도 진행자와 마스터로 합류하게 되었다.

'선배 마스터'라는 이름으로 미스터트롯1과 미스터트롯2 TOP7 중 일부가 마스터에 합류했다. 그러나 바로 이전 오디션이었던 미스트롯3를 포함한 미스트롯 출신들은 마스터 라인업에 단 한 명도 포함되지 않았으며 축하무대, 진선미 시상 때도 등장하지 않았다.
- 미스터트롯, 보이스트롯, 트롯신이 떴다, 트로트의 민족, 트롯 전국체전, 헬로트로트, 불타는 트롯맨에서 등장하는 인물이다.
  - 기존 TV조선 오디션
    - 내일은 미스터트롯: 남승민, 손빈아, 임찬, 최윤하, 추혁진, 한이재
    - 미스터트롯2 - 새로운 전설의 시작: 고정우, 박상보, 손빈아, 임찬, 추혁진, 한이재

  - 타방송사 오디션
    - 보이스트롯: 도티, 박광현, 이건주
    - 트롯신이 떴다2 - 라스트 찬스: 손빈아
    - 트로트의 민족: 정무룡
    - 트롯 전국체전: 김용빈
    - 헬로트로트: 최윤하
    - 불타는 트롯맨: 강민수, 강훈, 남궁진, 남승민, 박정서, 오강혁, 이수호, 이후림, 정무룡, 최윤하, 춘길, 홍성호, 황준

- 참가자들의 선곡을 보면 기존 TV조선 트로트 오디션 출신 가수들이 낸 신곡, 그동안 오디션에서 잘 나오지 않았던 노래들 등 새롭고 신선한 선곡들이 많은 편이다. 특히 미스트롯과 미스터트롯 등장하는 출신 가수들의 노래는 1명당 1곡 이상씩 모두 선곡되었다.
  - 송가인: <월하가약>(예선 전기수)
  - 양지은: <그 강을 건너지 마오>(본선 3차전 춘길)
  - 박주희: <자기야>(본선 3차전 뽕가요 팀)
  - 전영랑: <약손>(본선 3차전 최재명)
  - 임영웅: <사랑해요 그대를>(예선 남궁진), <인생찬가>(본선 2차전 유지우)
  - 영탁: <니가 왜 거기서 나와>(예선 농수로), <폼 미쳤다>(예선 박태관), <전복 먹으러 갈래>(예선 김영진), <누나가 딱이야>(본선 3차전 쥬쥬핑 팀)
  - 이찬원: <꽃다운 날>[9](예선 도티)
  - 정동원: <여백>(예선 문태준), <진짜 사나이>(예선 마재경), <효도합시다>(본선 3차전 용트림 팀)
  - 장민호: <풍악을 울려라!>(예선 트로페라)
  - 나상도: <벌떡 일어나>(예선 마선호)
  - 박성온: <사공>(예선 박승현[10])
  - 김홍남: <개구리다>(예선 김홍남)
  - 손빈: <그물>(예선 손빈)
  - 이지훈: <인형>(본선 3차전 이지훈)

- 나훈아의 <사내>를 시그널송으로 이용한다.

- 예선전에서의 하트는 미스트롯2의 하트를 그대로 사용하였으며, 미스터트롯3는 기존 미스트롯 & 미스터트롯 시리즈에는 없었던 부서인 현역부X를 도입했는데 여자 트로트 마이너 갤러리에서도 관심있게 지켜보기도 했다. 현역부X와 같은 블라인드 방식을 차기 오디션인 미스트롯4에 도입해도 좋을 것 같다는 의견들도 있었다.

- 본선 1차전부터 방청객을 받았다. 전작 미스트롯3에서 본선 2차전에 해당하는 3라운드부터 방청객을 받은 것보다 한 단계 더 빨라졌다.

- 본선 2차전까지는 인천 영종도 파라다이스시티 인근의 스튜디오 파라다이스에서 녹화를 진행했지만 본선 3차전부터는 가산동에서 새로 신설된 TV조선 자체 스튜디오에서 녹화를 진행하였다.[11]

- 본선 3차전에서 모두 한 번씩 탈락 위기를 겪은 쥬쥬핑을 대역전극으로 1위를 하게 되면서 남자 시즌 최초로 올패스가 없는 시즌이 되었다.

- 신곡 미션이 없다. 신곡은 2025년 3월 27일 갈라쇼에서 공개되었다.[12]

- 결승전 무대에서는 특별 심사위원으로 미스터트롯 재팬의 심사위원인 타카하시 요코[13]가 한국에 방문하여 녹화에 참여했다.

- 김홍남, 천록담[14], 춘길 3명은 부캐로 참가했다.

- 본선 2차전 1:1 데스매치에서 본선 1차전 진은 마스터 예심 진에게 패한다는 징크스는 이번 시즌에도 이어졌다.[15]

- 역대 미스&미스터트롯 마스터 예심 진·선·미 중 한 명 그리고 본선 2차전 1:1 데스매치 진·선·미[16] 중 한 명은 결승에 진출하지 못한다는 징크스 역시 이번 시즌에도 이어졌다.[17]

- 미스터트롯 시리즈 사상 처음으로 유소년부에서 TOP7을 단 한명도 배출해내지 못하였다. 이는 본선 1차전 장르별 팀 데스매치에서 추가합격한 유지우를 제외하고 전원 탈락한 여파가 컸다.[18][19]

- 미스터트롯 시리즈 사상 처음으로 마스터 예심부터 본선 1·2·3차전까지 단 한 번도 진·선·미에 들지 못한 참가자가 최종 진을 차지하였다.[20]

- 미스&미스터트롯 시리즈 사상 처음으로 타 방송사 트로트 서바이벌 오디션 출신 참가자가 최종 진을 차지하였다.[21]

- 미스&미스터트롯 시리즈 사상 처음으로 본선 1차전[22]에서 한 팀[23]을 이룬 팀원 모두가 결승까지 진출하였다.

- 참가자 일부가 미스쓰리랑과 트롯 올스타전 수요일밤에 프로그램에서 게스트로 출연했다.
  - 미스쓰리랑
    - 가난한 남자 (2025.03.26.): 박광현, 김홍남

  - 트롯 올스타전 수요일밤에
    - 될성부른 떡잎즈 (2025.04.23.): 고은준, 박정민, 유지우
    - 작곡가 '장공장장' 장윤정(2025.05.28): 김홍남, 고영태
    - 한풀이의 밤 (2025.06.04.): 남궁진, 박경덕, 유지우
    - 장르 대통합의 밤 (2025.06.11.): 권서경, 김현수

- 미스터트롯 시리즈 사상 처음으로 자신이 기혼자임을 밝힌 참가자(천록담)가 TOP7 진입에 성공했다.[24]

- 지난 시즌들의 시청률보다 대폭 하락한 시청률로 마무리 되어, 결론적으론 시청률 20%를 돌파한 에피소드가 없이 마무리되었다.

- 미스터트롯 시리즈 출신 재도전자들의 결과를 보면 손빈아(시즌 1 예선 탈락 → 시즌 2 본선 1차전 → 시즌 3 선), 남승민(시즌 1 본선 3차전 → 시즌 3 6위), 추혁진(시즌 1 본선 2차전 → 시즌 2 준결승 → 시즌 3 7위)이 TOP 7에 들었으며 그 외에 임찬(시즌 1 예선 탈락 → 시즌 2 본선 3차전 → 시즌 3 준결승 1차전)이 전 시즌보다 나은 기록을 보였다. 반면 이일민(시즌 1 예선 탈락 → 시즌 2 본선 1차전 → 시즌 3 마스터 예심 탈락), 초이(시즌 1 예선 탈락 → 시즌 3 마스터 예심 탈락), 최윤하(시즌 1 본선 1차전 → 시즌 3 본선 1차전), 한이재(시즌 1 예선 탈락 → 시즌 2 본선 1차전 → 시즌 3 본선 1차전), 고정우(시즌 2 본선 3차전 → 시즌 3 본선 3차전), 박상보(시즌 2 예선 탈락 → 시즌 3 마스터 예심 탈락)는 현상 유지에 머물렀으며, 시즌 1에서 준결승까지 진출했던 신인선은 시즌 3에서는 마스터 예심에서 탈락하며 최대 낙폭을 기록했다.